# 全国国民健康保険組合協会
一般社団法人全国国民健康保険組合協会（ぜんこくこくみんけんこうほけんくみあいきょうかい）は、国民健康保険組合らを社員として構成された一般社団法人。元厚生労働省所管。略称は全協。

## 社員
全国で164の国民健康保険組合が設立されており、そのうち全協には137組合が加入している。
医師
北海道医師国民健康保険組合、青森県医師国民健康保険組合、岩手県医師国民健康保険組合
宮城県医師国民健康保険組合、秋田県医師国民健康保険組合、山形県医師国民健康保険組合
福島県医師国民健康保険組合、茨城県医師国民健康保険組合、栃木県医師国民健康保険組合
群馬県医師国民健康保険組合、埼玉県医師国民健康保険組合、千葉県医師国民健康保険組合
東京都医師国民健康保険組合、神奈川県医師国民健康保険組合、新潟県医師国民健康保険組合
富山県医師国民健康保険組合、石川県医師国民健康保険組合、福井県医師国民健康保険組合
山梨県医師国民健康保険組合、長野県医師国民健康保険組合、岐阜県医師国民健康保険組合
静岡県医師国民健康保険組合、愛知県医師国民健康保険組合、三重県医師国民健康保険組合
滋賀県医師国民健康保険組合、京都府医師国民健康保険組合、大阪府医師国民健康保険組合
兵庫県医師国民健康保険組合、奈良県医師国民健康保険組合、和歌山県医師国民健康保険組合
鳥取県医師国民健康保険組合、島根県医師国民健康保険組合、岡山県医師国民健康保険組合
広島県医師国民健康保険組合、山口県医師国民健康保険組合、徳島県医師国民健康保険組合
香川県医師国民健康保険組合、愛媛県医師国民健康保険組合、高知県医師国民健康保険組合
福岡県医師国民健康保険組合、佐賀県医師国民健康保険組合、長崎県医師国民健康保険組合
熊本県医師国民健康保険組合、大分県医師国民健康保険組合、宮崎県医師国民健康保険組合
鹿児島県医師国民健康保険組合、沖縄県医師国民健康保険組合
歯科医師
北海道歯科医師国民健康保険組合、宮城県歯科医師国民健康保険組合、秋田県歯科医師国民健康保険組合
山形県歯科医師国民健康保険組合、福島県歯科医師国民健康保険組合、茨城県歯科医師国民健康保険組合
全国歯科医師国民健康保険組合、群馬県歯科医師国民健康保険組合、埼玉県歯科医師国民健康保険組合
千葉県歯科医師国民健康保険組合、神奈川県歯科医師国民健康保険組合、静岡県歯科医師国民健康保険組合
愛知県歯科医師国民健康保険組合、三重県歯科医師国民健康保険組合、大阪府歯科医師国民健康保険組合
兵庫県歯科医師国民健康保険組合、奈良県歯科医師国民健康保険組合、和歌山県歯科医師国民健康保険組合
広島県歯科医師国民健康保険組合、愛媛県歯科医師国民健康保険組合、福岡県歯科医師国民健康保険組合
佐賀県歯科医師国民健康保険組合、長崎県歯科医師国民健康保険組合、熊本県歯科医師国民健康保険組合
大分県歯科医師国民健康保険組合、宮崎県歯科医師国民健康保険組合、鹿児島県歯科医師国民健康保険組合
薬剤師
北海道薬剤師国民健康保険組合、埼玉県薬剤師国民健康保険組合、千葉県薬剤師国民健康保険組合
東京都薬剤師国民健康保険組合、神奈川県薬剤師国民健康保険組合、新潟県薬剤師国民健康保険組合
福井県薬剤師国民健康保険組合、静岡県薬剤師国民健康保険組合、愛知県薬剤師国民健康保険組合
三岐薬剤師国民健康保険組合、京都府薬剤師国民健康保険組合、大阪府薬剤師国民健康保険組合
兵庫県薬剤師国民健康保険組合、紀和薬剤師国民健康保険組合、中四国薬剤師国民健康保険組合
広島県薬剤師国民健康保険組合、福岡県薬剤師国民健康保険組合、長崎県薬剤師国民健康保険組合
建設土木
全国土木建築国民健康保険組合、神奈川県建設業国民健康保険組合、新潟県建築国民健康保険組合
静岡県建設産業国民健康保険組合、愛知建連国民健康保険組合、京都府建設業職別連合国民健康保険組合
上記以外の一般業種
関東信越税理士国民健康保険組合、東京理容国民健康保険組合、東京芸能人国民健康保険組合
文芸美術国民健康保険組合、東京料理飲食国民健康保険組合、東京技芸国民健康保険組合
東京食品販売国民健康保険組合、東京美容国民健康保険組合、東京自転車商国民健康保険組合
東京青果卸売国民健康保険組合、東京浴場国民健康保険組合、東京写真材料国民健康保険組合
東京都弁護士国民健康保険組合、神奈川県食品衛生国民健康保険組合、福井食品国民健康保険組合
静岡市食品国民健康保険組合、名古屋市食品国民健康保険組合、京都芸術家国民健康保険組合
京都料理飲食業国民健康保険組合、京都府酒販国民健康保険組合、京都市中央卸売市場国民健康保険組合
京都市食品衛生国民健康保険組合、京都府衣料国民健康保険組合、京都花街国民健康保険組合
大阪府整容国民健康保険組合、大阪府小売市場国民健康保険組合、大阪文化芸能国民健康保険組合
大阪中央市場青果国民健康保険組合、大阪府浴場国民健康保険組合、大阪府食品国民健康保険組合
大阪府たばこ国民健康保険組合、大阪質屋国民健康保険組合、近畿税理士国民健康保険組合
大阪市公設市場国民健康保険組合、大阪木津卸売市場国民健康保険組合、大阪衣料品小売国民健康保険組合
兵庫食糧国民健康保険組合、神戸中央卸売市場国民健康保険組合
兵庫県食品国民健康保険組合

## 全国国民健康保険組合協会に加盟していない国民健康保険組合
- 全国左官タイル塗装業国民健康保険組合
- 全国板金業国民健康保険組合
- 中央建設国民健康保険組合ほか22組合（全国建設労働組合総連合が母体組織）[1]
- 建設連合国民健康保険組合（日本建設組合連合が母体組織）
- 全国建設工事業国民健康保険組合（無資格加入問題により2011年（平成23年）2月に退会）[2]。